# Tadeusz Narożny
Tadeusz Narożny (ur. 17 lutego 1956) – polski lekkoatleta, skoczek w dal, medalista mistrzostw Polski, reprezentant Polski.

## Kariera sportowa
Był zawodnikiem BKS Bydgoszcz.
Na mistrzostwach Polski seniorów na otwartym stadionie zdobył jeden srebrny medal w skoku w dal: w 1977. 
26 czerwca 1977 wystąpił jedyny raz w meczu międzypaństwowym (przeciwko NRD i ZSRR), zajmując ostatnie, 6. miejsce w skoku w dal.
Rekord życiowy w skoku w dal: 7,81 (19.06.1977).